# 安娜·塞尔
安娜·塞尔（法語：Anne Serre，1960年9月7日—），法国作家，生于波尔多。
安娜於1977年在巴黎学习文学，1980年起在各报刊上发表中篇小说。她于1992年出版了自己的首部长篇小说，此后她的著作相继出版。

## 代表作品
- 《豹斑帽》（Un Chapeau léopard），法国水星出版社（Mercure de France），2008年
- 《将死》（Le Mat），韦迪尔出版社（Verdier），2005年
- 《叙述者》（Le Narrateur），法国水星出版社（Mercure de France），2004年
- 《Uffington的白马》（Le Cheval blanc d’Uffington），Mercure de France，2002年
- 《救命》（Au secours），Champ Vallon，1998年
- 《电影》（Film），Le Temps quil fait，1998年
- 《心中的一把小剑》（La Petite Épée du cœur），Le Temps quil fait，1995年
- 《气球上的旅行》（Un Voyage en ballon），Champ Vallon，1993年
- 《Eva Lone》，Champ Vallon，1993年
- 《女统治者》（Les Gouvernantes），Champ Vallon，1992年